# گوگرچین (نیر)

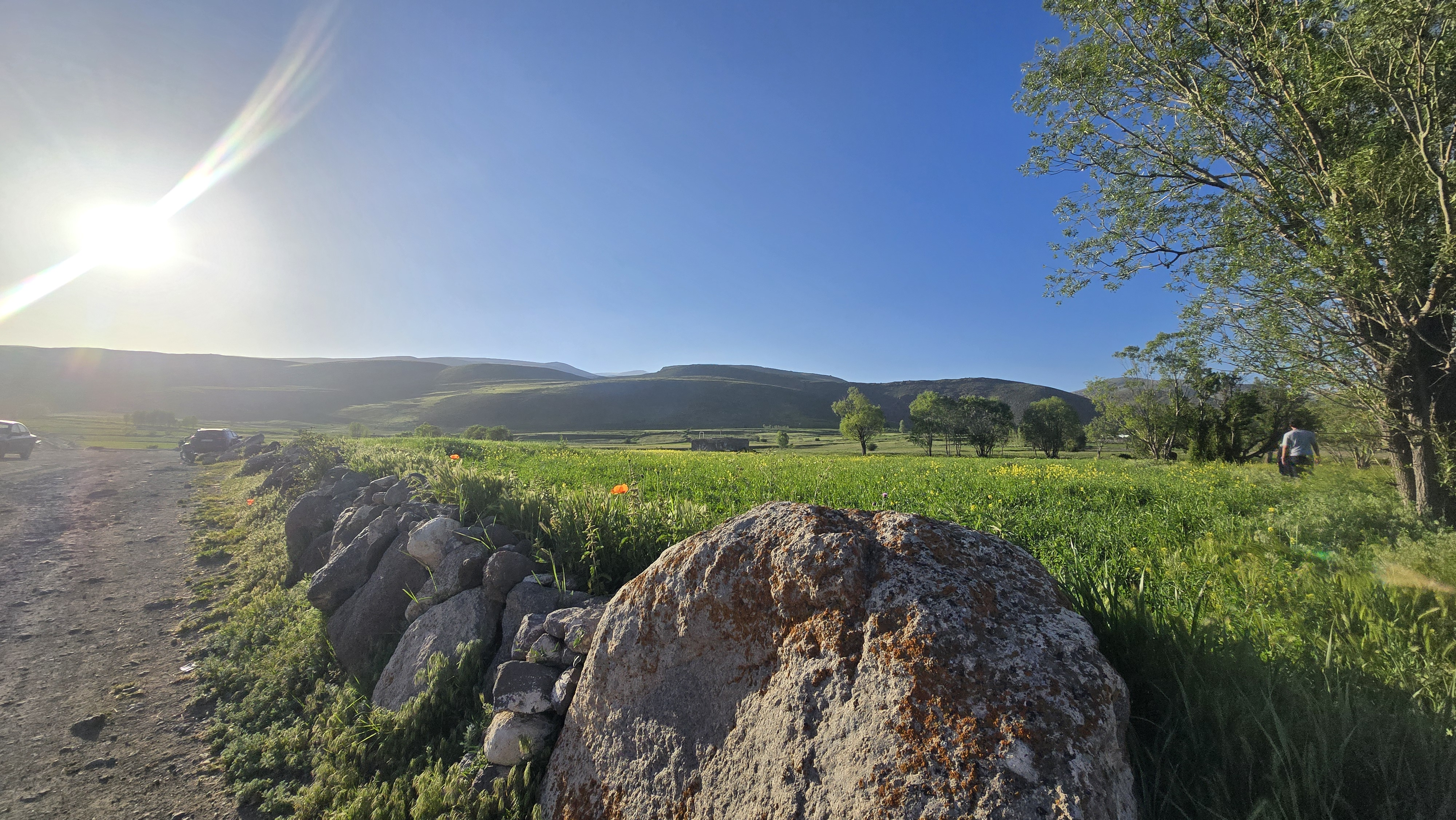

گوگرچین یا همان گورچین، روستایی در استان اردبیل ایران، شهرستان نیر و دهستان دورسون خواجه است. بر اساس سرشماری مرکز آمار ایران در سال ۱۴۰۰، این روستا ۳۵۶ نفر جمعیت داردو مردم آن به زبان ترکی آذری صحبت می‌کنند. در این روستای زیبا، رودخانه‌ای به نام «اغلاغان» جریان دارد که از بلندترین تپه‌ها و کوه‌ها سرچشمه می‌گیرد و پس از عبور از گوگرچین، به روستاهای دیگر می‌رسد. این رودخانه یکی از جاذبه‌های طبیعی منطقه است که در فصل‌های مختلف، جلوه‌ای بی‌نظیر از طبیعت را به نمایش می‌گذارد. اهالی روستا بیشتر مواقع برای دورهمی و لذت بردن از طبیعت، کنار این رودخانه جمع می‌شوند. در اطراف آن، باغ‌ها و مراتع سرسبزی قرار دارد که زیبایی روستا را دوچندان کرده است. مردم گوگرچین عمدتاً به کشاورزی و دامداری مشغول‌اند و محصولات محلی، به‌ویژه لبنیات و میوه‌های این منطقه، گیاه و سبزیجات خاصی که در این این روستا مانند گیلدیک (نسترن کوهی) شهرت خاصی دارند. همچنین، این روستا دارای فرهنگ و آداب و رسوم غنی است و در مناسبت‌های مختلف، جشن‌ها و مراسم محلی و در آن برگزار می‌شود یکی از مهم‌ترین و باشکوه‌ترین مراسم این روستا، عروسی‌های سنتی آن است که با آیین‌های خاص، موسیقی محلی و شادی فراوان برگزار می‌شود و نشان‌دهنده پیوند عمیق مردم با سنت‌ها و فرهنگ غنی خود است.